# Mesembryanthemum sladenianum
Mesembryanthemum sladenianum är en isörtsväxtart som beskrevs av L. Bol. Mesembryanthemum sladenianum ingår i Isörtssläktet som ingår i familjen isörtsväxter. Inga underarter finns listade i Catalogue of Life.